# Белоградчишское викариатство
Белоградчишское викариатство — титулярное викариатство Болгарской Православной Церкви, созданное в 1872 году. Происходит от города Белоградчик в Видинской области. Один из 25 титулярных престолов Болгарской православной церкви.

## История
Титулярная епархия была создана в 1872 году, когда архимандрит Кирилл (Стоичков) был избран викарным епископом Видинской митрополии Его хиротония состоялась в январе 1873 года, но после его перевода 23 июня 1875 года на другую кафедру, епископы с титулом «Белоградческий» не назначались.
Лишь 2 июля 2014 года решением Священного Синода Болгарской православной церкви архимандрит Поликарп (Петров) был избран викарием Видинской епархии с титулом «епископ Белоградчишский». Как отметил митрополит Видинский Дометиан (Топузлиев), такой титул ему был дан в память 100-летия блаженной кончины митрополит Видинского Кирилла (Стоичкова)

## Епископы
епископы Болгарской православной церкви
- Кирилл (Стоичков) (январь 1873 — 23 июля 1875)
- Поликарп (Петров) (с 27 июля 2014 года)